# Morgny
Morgny és un municipi francès situat al departament de l'Eure i a la regió de Normandia. L'any 2007 tenia 528 habitants.

## Demografia

### Població
El 2007 la població de fet de Morgny era de 528 persones. Hi havia 206 famílies de les quals 46 eren unipersonals (27 homes vivint sols i 19 dones vivint soles), 74 parelles sense fills, 78 parelles amb fills i 8 famílies monoparentals amb fills.
La població ha evolucionat segons el següent gràfic:
Habitants censats

### Habitatges
El 2007 hi havia 268 habitatges, 207 eren l'habitatge principal de la família, 31 eren segones residències i 30 estaven desocupats. 262 eren cases i 2 eren apartaments. Dels 207 habitatges principals, 183 estaven ocupats pels seus propietaris, 20 estaven llogats i ocupats pels llogaters i 3 estaven cedits a títol gratuït; 2 tenien una cambra, 8 en tenien dues, 30 en tenien tres, 60 en tenien quatre i 107 en tenien cinc o més. 143 habitatges disposaven pel capbaix d'una plaça de pàrquing. A 83 habitatges hi havia un automòbil i a 108 n'hi havia dos o més.

### Piràmide de població
La piràmide de població per edats i sexe el 2009 era:
| Homes | Edats   | Dones |
| ----- | ------- | ----- |
| 0     | 95 o +  | 0     |
| 0     | 90 a 94 | 4     |
| 4     | 85 a 89 | 0     |
| 0     | 80 a 84 | 0     |
| 8     | 75 a 79 | 0     |
| 8     | 70 a 74 | 20    |
| 20    | 65 a 69 | 12    |
| 8     | 60 a 64 | 16    |
| 8     | 55 a 59 | 4     |
| 16    | 50 a 54 | 16    |
| 28    | 45 a 49 | 24    |
| 12    | 40 a 44 | 28    |
| 12    | 35 a 39 | 12    |
| 8     | 30 a 34 | 12    |
| 8     | 25 a 29 | 0     |
| 0     | 20 a 24 | 8     |
| 24    | 15 a 19 | 20    |
| 16    | 10 a 14 | 36    |
| 20    | 5 a 9   | 0     |
| 8     | 0 a 4   | 8     |

## Economia
El 2007 la població en edat de treballar era de 348 persones, 260 eren actives i 88 eren inactives. De les 260 persones actives 236 estaven ocupades (126 homes i 110 dones) i 25 estaven aturades (9 homes i 16 dones). De les 88 persones inactives 36 estaven jubilades, 23 estaven estudiant i 29 estaven classificades com a «altres inactius».

### Ingressos
El 2009 a Morgny hi havia 224 unitats fiscals que integraven 595 persones, la mediana anual d'ingressos fiscals per persona era de 18.110 €.

### Activitats econòmiques
Dels 14 establiments que hi havia el 2007, 1 era d'una empresa alimentària, 4 d'empreses de construcció, 4 d'empreses de comerç i reparació d'automòbils, 1 d'una empresa de transport, 2 d'empreses d'hostatgeria i restauració, 1 d'una empresa d'informació i comunicació i 1 d'una empresa de serveis.
Dels 5 establiments de servei als particulars que hi havia el 2009, 1 era un paleta, 1 guixaire pintor, 1 fusteria, 1 lampisteria i 1 restaurant.
Dels 2 establiments comercials que hi havia el 2009, 1 era una botiga de menys de 120 m² i 1 una joieria.
L'any 2000 a Morgny hi havia 13 explotacions agrícoles que ocupaven un total de 990 hectàrees.

## Equipaments sanitaris i escolars
El 2009 hi havia una escola elemental integrada dins d'un grup escolar amb les comunes properes formant una escola dispersa.

## Poblacions més properes
El següent diagrama mostra les poblacions més properes.